# Engelbert Kobald
Engelbert Kobald (* 28. August 1848 in Matrei in Osttirol; † 26. April 1926 in Leoben) war ein österreichischer Physiker und Mathematiker.

## Leben
Kobald studierte von 1868 bis 1871 Physik und Mathematik an der Universität Innsbruck bei Anton Baumgarten, Leopold Pfaundler und Hocke und von 1873 bis 1875 dank eines Stipendiums an den Universitäten Berlin und Heidelberg bei Heinrich Wilhelm Dove, Hermann von Helmholtz, Gustav Robert Kirchhoff, Leo Koenigsberger, Leopold Kronecker, Ernst Eduard Kummer und Karl Weierstraß. Er arbeitete außerdem bei Helmholtz im Laboratorium. 
Am 10. November 1875 wurde er mit der Dissertation Über die unendlich kleinen Schwingungen eines mit einer beliebigen Anzahl von schweren Massenpunkten belasteten vertikalen Fadens an der Universität Innsbruck zum Dr. phil. promoviert. Unmittelbar danach reichte er das Gesuch um Habilitation und seine Habilitationsschrift Über die partiellen Differentialgleichungen für oszillatorische Bewegungen in einem homogenen krystallinen Medium ein und bereits am 29. Dezember 1875 wurde ihm die Venia legendi für höhere Mathematik und Physik an der Universität Innsbruck erteilt.
1876 wurde er zum außerordentlichen Professor für Höhere Mathematik und Physik an der Bergakademie Leoben berufen und dort 1887 Ordinarius, ein Amt, das er bis zu seiner Pensionierung 1919 innehatte. Für Professuren in Innsbruck (1890) und Graz (1892) war er jeweils zweitgereiht, kam aber nicht zum Zuge. In den Jahren 1891/92, 1892/93, 1902/03, 1909/10 und 1910/11 war er Rektor der Montanistischen Hochschule in Leoben. 1916 wurde er zum Hofrat ernannt.
Kobald beschäftigte sich hauptsächlich mit der mechanischen Wärmetheorie, der Hydrodynamik und der Optik. Er richtete erstmals in Leoben ein physikalisches Institut ein und baute den physikalischen Unterricht aus. Unter seinem Rektorat wurde der Neubau der Montanistischen Hochschule eröffnet.

## Veröffentlichungen
- Theorie des Rittinger-Piccard'schen Abdampfverfahrens. I-II. In: Oesterreichische Zeitschrift für Berg- und Hüttenwesen. Jahrgang 27, Wien 1879, Nr. 37, S. 439–441; Nr. 38, S. 454–456.
- Ueber den idealen und den wirklich ausgeführten Kreisprocess beim Rittinger-Piccard'schen Abdampfverfahren. I-II. In: Oesterreichische Zeitschrift für Berg- und Hüttenwesen. Jg. 29 (1881), Nr. 24, S. 311–316; Nr. 25, S. 326–328.
- Die dynamo-elektrischen Maschinen auf der Wiener elektrischen Ausstellung. I-III. In: Oesterreichische Zeitschrift für Berg- und Hüttenwesen. Jg. 32 (1884), Nr. 4, S. 47–49; Nr. 5, S. 57–61; Nr. 6, S. 73–76.
- Kritische Bemerkungen bezüglich der im 'Beiblatt zu den amtlichen Nachrichten' veröffentlichten 'Hilfszahlen (Grundwerthe) für die mathematischen Rechnungen bei Versicherungen der Berg- und Hüttenarbeiter auf Pensionen (Provisionen)für ihre Witwen'. In: Oesterreichische Zeitschrift für Berg- und Hüttenwesen. Jg. 40 (1892), Nr. 26, S. 305–309.
- Ueber das Versicherungswesen der Bergwerks-Bruderladen und ähnlicher Casseneinrichtungen. T.1: Die Invaliditätsversicherung. T.2: Die Witwen- und Waisenversicherung. In: Berg- und Hüttenmännisches Jahrbuch. Bd. 40 (1892), S. 13–80; Bd. 41 (1893), S. 11–202.
- Das neue Heim der k.k. Montanistischen Hochschule Leoben. In: Fest- und Gedenkschrift anläßlich der Schlußsteinlegung und Eröffnung des Neubaues der k.k. Montanistischen Hochschule in Leoben. 1910, S. 27–29.